# Francisco Silva Jiménez
Francisco Silva Jiménez (* 3. Februar 1923 in El Salto, Jalisco; † 4. Mai 2004), auch bekannt unter dem Spitznamen El Borrego (spanisch für „Das Schaf“), war ein mexikanischer Fußballspieler, der vorwiegend im Mittelfeld agierte. Seinen Spitznamen erhielt er, weil sein Vater ihn wegen seiner blauen Augen „Borreguito“ (Schäfchen) nannte. 

## Leben
Silva begann seine fußballerische Laufbahn bei seinem Heimatverein Club Corona und wurde bei Einführung des Profifußballs in Mexiko zur Saison 1943/44 vom benachbarten Club Deportivo Guadalajara verpflichtet, bei dem er bis zur Saison 1949/50 blieb. 
Nach Beendigung seiner Profikarriere kehrte er in seinen Heimatort El Salto zurück, wo er in der Textilfabrik Río Grande arbeitete und noch einige Jahre für die aus dieser Fabrik hervorgegangene Fußballmannschaft des Club Deportivo Río Grande spielte.